# Cargolet gorjanegre
El cargolet gorjanegre (Pheugopedius atrogularis) és un ocell de la família dels troglodítids (Troglodytidae).

## Hàbitat i distribució
Viu entre la malesa del bosc i densa vegetació secundària de les terres baixes del Carib a Nicaragua, Costa Rica i oest de Panamà.